# Selidosema semivirgata
Selidosema semivirgata är en fjärilsart som beskrevs av Edward Alfred Cockayne 1953. Selidosema semivirgata ingår i släktet Selidosema och familjen mätare. Inga underarter finns listade i Catalogue of Life.